# Гоу-гоу

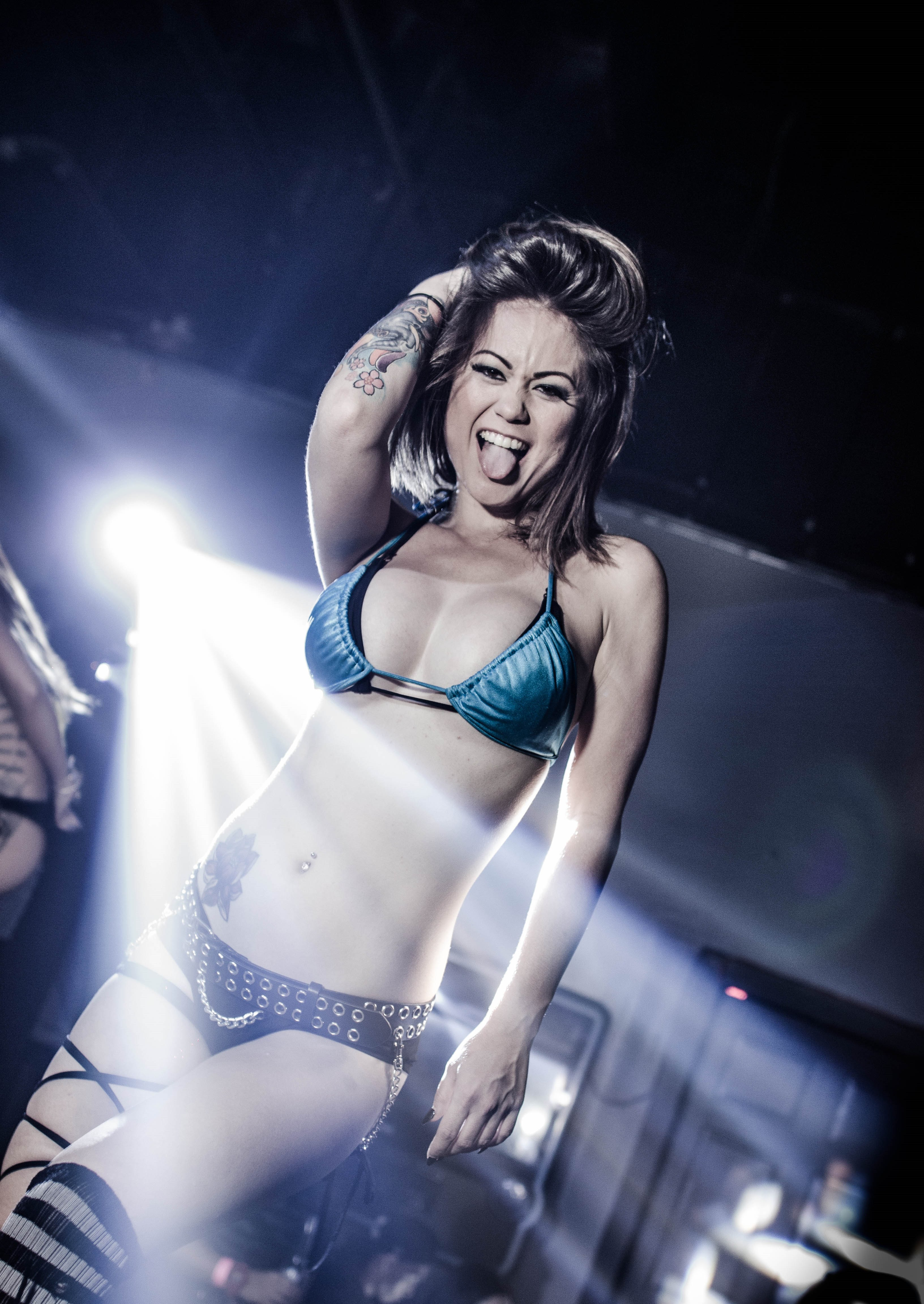
Гоу-гоу танцовщица Черри Лей

Гоу-гоу (англ. go-go) — стиль танца, предназначенный для развлечения посетителей дискотек и других развлекательных мероприятий.

## История возникновения гоу-гоу
Своё начало история гоу-гоу берет в 1960-х годах, когда женщины в Peppermint Lounge в Нью-Йорке стали на столы и начали танцевать твист. После этого 19 июня 1964 года Кэрол Дода впервые исполнила танец гоу-гоу в клубе «Кондор» на углу районов Бродвея и Коламбус в Сан-Франциско. Она стала самой известной в мире танцовщицей гоу-гоу, протанцевав в клубе «Кондор» двадцать два года. После этого, в 1965 году, в Голливуде открылась первая американская дискотека Whisky a Go Go. К потолку дансинга были подвешены клетки, в которых танцевали девушки в коротких юбках. Владельцы баров стали нанимать танцовщиц, чтобы привлечь мужчин, которые, увидев танцующих красавиц, частенько становились завсегдатаями заведений.
В начале 1980-х танцоры гоу-гоу стали популярными в нью-йоркских ночных клубах. Толчок этому дала музыка Мадонны. Мадонна стала снимать танцоров гоу-гоу в своих видеоклипах. В конце 1990-х годов они стали популярными в клубах по всему миру.

## Этимология
Термин go-go происходит от названия парижского танцевального кафе Whisky à Gogo, которое, в свою очередь, названо по французскому выражению à gogo (в избытке, в изобилии), происходящему от старофранцузского слова la gogue (радость, счастье).

## Зарождение гоу-гоу в 1960-х годах
19 июня 1964 года Кэрол Дода впервые исполнила танец гоу-гоу топлес (после того как в её груди были вставлены силиконовые имплантаты) в клубе Кондор на углу Бродвея и Коламбус в районе Северного пляжа в Сан-Франциско. Она стала самой известной в мире танцовщицей гоу-гоу, танцуя в клубе Кондор 22 года.
Танцовщиц гоу-гоу начали нанимать на постоянную работу в Whisky a Go Go на Сансет-стрип в Уэст-Голливуде, районе Лос-Анджелеса, с июля 1965 года. «Whisky A Go Go» был также первым клубом гоу-гоу, где были клетки для танцовщиц, свисающие с потолка (они находились там с самого открытия).
Термин гоу-гоу был привезён в бары Токио в 1960 годах. Он пользовался меньшей популярностью, пока не были закрыты большинство клубов, развлекающих посетителей с помощью бурлеск-шоу и стриптиза. Такие бары стали называть гоу-гоу барами, а работающих там танцовщиц — гоу-гоу танцовщицами (англ. go-go dancer). Во время вьетнамской войны много гоу-гоу появилось в барах Сайгона (Южный Вьетнам): они развлекали американских военных. Во Вьетнаме для гоу-гоу танцоров использовалось словосочетание «настольный танцор» (table dancer).

## Геи-танцоры гоу-гоу
В период с 1965 по 1968 года во многих гомосексуальных клубах выступали мужчины — танцоры гоу-гоу: их называли «парнями гоу-гоу» (англ. go-go boys). Некоторые гей-клубы содержали танцоров гоу-гоу до 1988 года, когда они вновь стали популярны в гей-клубах (и остаются популярны по сей день).

## Танцевальные шоу
Танцоров гоу-гоу могут нанимать для выступления в ночных клубах, вечеринках, фестивалях, цирковых представлениях или рейв-дискотеках. Таких танцоров называют «танцорами на шоу» (англ. performance dancers). Они выступают в ярких светящихся костюмах и с хемолюминисцентными аксессуарами, например, игрушечными лазерными пистолетами. Танцы также могут исполняться с животными (например, змеями). В начале-середине 1980-х, танцор Джон Секс (John Sex), танцующий с питоном, сыграл большую роль в популяризации танцев гоу-гоу в ночных клубах для геев и бисексуалов, выступая со своим партнёром Себастьяном Квоком (Sebastian Kwok).
Роль танцовщицы гоу-гоу с питоном в кинематографе сыграла Сальма Хайек в фильме «От заката до рассвета».

## В России
В России направление гоу-гоу начало зарождаться значительно позже. Первые танцоры гоу-гоу появились в легендарном клубе «XIII» в конце 1990-х годов, до этого времени танцоров гоу-гоу не было ни в одном известном клубе. Руководители клуба хотели ввести в моду культуру танцоров гоу-гоу, так как на Западе они были такими же популярными, как и диджеи. В клубе «XIII» были созданы все необходимые условия для танцоров — многочисленные клетки различных размеров, тумбы и подиумы. После этого большинство клубов в Москве не обходилось без танцоров и танцовщиц гоу-гоу. Люди приезжали со всех концов России и из-за рубежа в клуб «XIII», не только чтобы полюбоваться танцами гоу-гоу, но и перенять опыт организации этого процесса. Имея значительный талант и опыт в этой сфере, клуб готовил настоящих профессионалов этой профессии, которые после обучения были востребованы в клубах столицы и за рубежом. Луис Гоуенд впервые в истории клубной культуры России собрал команду танцоров гоу-гоу для выступления в лучших клубах на Ибице (EL DIVINO, AMNESIA, SPACE, PRIVILEGE, PACHA, а также в других странах). С тех пор прошло достаточно много времени, но профессиональные танцоры гоу-гоу по-прежнему пользуются огромным спросом.
Направление гоу-гоу также используется российскими политическими партиями среди кандидатов в депутаты, танцующих откровенные танцы, привлекая экзотический и повышенный интерес со стороны СМИ и общества. Так, на выборах в единый день голосования в 2013 и 2014 годах, партии «Гражданская сила» — «Правое дело», ратующие за легализацию проституции в России, выдвинули четверых девушек — танцовщиц гоу-гоу кандидатами в депутаты в Думу городов Тольятти и Санкт-Петербурга, одна из которых, выдвинутая в Сенном округе, была президентом межрегиональной федерации танцев на пилоне Елизавета Патина. Однако избирательные комиссии по формальным причинам отказали танцующим кандидатам в регистрации.